# Pelophylax hispanicus
La rana di Uzzell (Pelophylax kl. hispanicus) è una specie ibridogenetica della famiglia Ranidae.  
È endemica dell'Italia. I suoi habitat naturali sono fiumi, paludi, laghi d'acqua dolce. Non è considerata minacciata dalla IUCN.

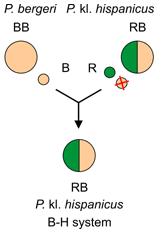
Ibridogenesi nella rana di Uzzell (Pelophylax kl. hispanicus) (sistema B – H).

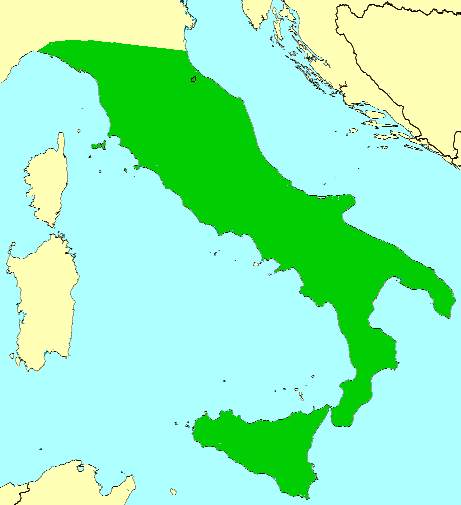
Mappa della distribuzione di Pelophylax hispanicus